# Pablo Rodríguez (violinista)
Pablo Rodríguez González (Tijarafe, La Palma, 13 de mayo de 1988) es un violinista, productor, arreglista y compositor español actualmente afincado en Países Bajos. A lo largo de su trayectoria ha incursionado en el jazz, folk, flamenco o la música celta.

## Biografía
Comenzó a tocar el violín a la edad de seis años. En esa época descubrió al violinista francés Stéphane Grappelli y atraído por el jazz empezó a desarrollar su propio lenguaje jazzístico.
Inició sus estudios en la Escuela Insular de Música de Santa Cruz de La Palma con Gonzalo Cabrera. Posteriormente estudió violín clásico en Madrid con el violinista Alfredo García Serrano.
Su formación continuó en Róterdam (Holanda), donde estudió violín clásico con Andrés Czifra. Es en esta ciudad donde profundizó en el jazz con Christiaan van Hemert, Abel Marcel, Niti Ranjan Biswas y Anna Elis de Jong.
En 2006 participó en el álbum Travesía de la formación Travesía Jazz Quartet en el que colaboró con Kike Perdomo y Alexander Sputh, entre otros.
En 2008 junto a Bis González se encargó de los arreglos musicales y produjo el álbum Temprano son de mar de Ima Galguén ofreciendo una nueva visión de la música de la artista que deriva hacia el jazz, folk y pop. Ese mismo año el violinista, que también participó en la composición de algunos de los temas, acompañó a la cantante en la presentación de dicho trabajo en el Mercat de Música Viva de Vic (Barcelona).
En 2012 organizó el primer festival Arte Confluencias como punto de encuentro entre músicos europeos y canarios en la isla de La Palma. El festival se repitió en 2013 y 2014 con la participación de jóvenes artistas de distintas partes de Europa y la presentación de diferentes proyectos creativos en distintos escenarios de la isla.
Durante sus años de formación en Codarts Rotterdam conoce a Chris Kosides, Yanna Pelser e Iván Nogueira y junto a ellos forma en 2015 el cuarteto de cuerda DOT Quartet. En 2016 publican el álbum Travelers, en el que se mezcla groove, improvisación, folklore canario, jazz y R&B. Con este trabajo actúan en algunas ciudades españolas y en Europa.
En febrero de 2016 el cuarteto colabora con Arístides Moreno en un espectáculo que titulan Concuerdancias y en el que el artista grancanario interpreta sus temas más populares junto al cuarteto de cuerda.
Pablo Rodríguez y Yanna Pelser abandonaron tiempo después este proyecto para en 2017 formar el cuarteto de cuerda North Sea String Quartet junto a Thomas van Geelen y Karin van Kooten. Con esta formación publicó el EP The Kitchen Sessions y realizó una gira por Europa y España.
Durante el verano de 2016 viajó a México para grabar algunos temas que verán la luz próximamente. 
Entre los viajes entre Canarias y Europa formó junto a la cantante Rebeca Mora y otros músicos el grupo Mora Manouche con el cual interpretan un repertorio que incluye grandes éxitos del swing en una fusión que catalogan como gypsy swing.
A finales de 2017 formó Brisa junto a la cantante Ima Galguén y el arpista Vicente La Camera. Con esta formación interpreta música renacentista y sefardí.
A principios de 2018 junto al pianista cubano Humberto Ríos realiza la gira Conversaciones que obtiene buenas críticas en los medios de comunicación europeos, especialmente en Alemania, donde la prensa se hace eco del proyecto con muy buenas críticas.
A finales de 2018 editó junto a North Sea String Quartet el EP Feldwerk. La presentación del trabajo en Canarias contó con la cantante Rebeca Mora, que puso voz al espectáculo The Brazil String Connection.
También colaboró en diferentes proyectos musicales con los cuales actuó dentro y fuera de España entre las que se encuentran Flamenco entre amigoso el grupo flamenco del cordobés Daniel Martínez.
Prepara su primer trabajo discográfico en solitario, que contará con colaboraciones de músicos de diferentes partes del mundo.

## Actividad concertística
Entre los festivales en los que ha actuado están el Heineken Jazz & más, Mercat de Música Viva de Vic, Amsterdam Music Festival y entre las salas el Ateneo de Madrid, Auditorio de Tenerife, Escola Tom Jobim (Brasil), De Doelen (Róterdam) y Auditorio Alfredo Kraus (Gran Canaria).

## Colaboraciones y artistas relacionados
A lo largo de su trayectoria artística ha colaborado con José Manuel León, Jorge Pardo, Tim Kliphuis, Carles Benavent, Gordan Nikolic, Pedro Sanz, Kike Perdomo, NEI-L, Irene Álvarez (Cuadro Flamenco), Juan Carlos Pérez Brito, Domingo Rodríguez Oramas el “Colorao” e Ima Galguén, entre otros.

## Discografía

### DOT Quartet
- Travelers (2015)

### Nort Sea String Quartet
- The Kitchen Sessions (EP) (2017)
- Feldwerk (EP) (2018)